# Frères mineurs réformés de la stricte observance
Les Frères mineurs réformés (en latin : Ordo Fratrum Minorum Strictioris Observantiæ Reformatorum) forment un ordre mendiant de droit pontifical issu d'une réforme de l'ordre franciscain. En 1897, ils sont unis avec les observants, les récollets et les alcantarins pour former l'ordre des Frères mineurs.

## Histoire
Même après la séparation des observants des Frères mineurs conventuels, la question de la fidélité à la règle continue à animer la vie franciscaine et l'ordre est suivi de nouvelles impulsions réformatrices.
Les débuts de cette nouvelle branche de l'ordre sont plutôt obscurs, mais on peut la relier au 6 janvier 1519 lorsque Francesco Licheto, ministre franciscain des observants, confie la garde du couvent de Fontecolombo près de Rieti à Bernardino d'Asti et Stefano da Molina, principaux promoteurs du mouvement, avec la création de maisons de récollections, c'est-à-dire des ermitages permettant aux frères conventuels de faire une retraite spirituelle temporaire pour faire des exercices spirituels, méditer ou vivre la règle d'une manière plus austère, sans se dissocier de la communauté conventuelle.
Par la bulle pontificale In suprema militantis Ecclesiae du 16 janvier 1532, le pape Clément VII accorde aux Frères mineurs qui le souhaitent de se retirer dans les couvents prévus à cet effet et impose à tous les ministres provinciaux l'attribution de certaines maisons dans chaque province pour satisfaire les vœux des frères en recherche d'une vie plus observante de la règle.
Le pape Grégoire XIII, par la bulle Cum illius vicem du 3 juin 1579, accorde aux réformés une plus grande autonomie et les soustrait de la juridiction du ministre général des observants. Les réformés ne pouvaient vivre dans des couvents observants mais les observants pouvaient vivre dans des couvents réformés. À Rome, ils obtiennent comme siège central le couvent de San Francesco a Ripa. Cependant, la même année, le général observant Francesco Gonzaga réussit à suspendre ce décret : de nouvelles constitutions religieuses sont promulguées par Bonaventura Secusi da Caltagirone en 1595, assurant leur maintien au sein des provinces observantes. Clément VIII approuve ces constitutions en 1595 mais elles n'entrent pas en vigueur et en 1596 la bulle de Grégoire XIII est mise en vigueur et les réformés obtiennent un procureur général et leurs propres visiteurs. 
Grégoire XV confirme cette concession en 1621 et accorde aux réformés un vicaire général dépendant directement du ministre général observants mais pas les provinciaux. Urbain VIII révoque le privilège en 1624. Lui-même, avec la bulle Injuncti nobis de 1639, convertit la custodie de l'Italie et de la Pologne en provinces et en 1642 les réformés adoptent leurs propres statuts. Ainsi, en 1639, les réformés commencent à exister en tant que famille autonome au sein des observants sous l'obédience du ministre général, mais avec un procureur général, statut qui est maintenu jusqu'à la dissolution de l'ordre en 1897.
En 1620, Antonio Arrigoni da Galbatio est envoyé en Bavière où, malgré l'opposition des observants, il parvient à unifier les monastères bavarois réformés dans une province en 1625. Arrigoni introduit également la réforme au Tyrol en 1628, en Autriche en 1632, en Bohême en 1660 et en Carinthie en 1688, avec beaucoup de succès malgré la rivalité avec les observants.
Décimés par les suppressions et les bouleversements politiques de la fin du XVIIIe et du XIXe siècle , les réformés s'unissent avec les récollets, les alcantarins et les observants pour former l'ordre des Frères mineurs par la bulle Felicitate quadam du pape Léon XIII du 4 octobre 1897.

## La Riformella
En 1662, dans la province de Rome , le bienheureux Bonaventure de Barcelone lance un mouvement de réforme des franciscains réformés de la stricte observance nommé Riformella avec la maison mère à San Bonaventura al Palatino. La Riformella eut une résonance en Toscane où saint Léonard de Port-Maurice fonde deux couvents, l'un à San Miniato al Monte et l'autre à Incontro près de Florence. Ces couvents devaient servir de lieux de recueillement et de retraite spirituelle pour les frères engagés dans l'apostolat populaire.

## Réformés célèbres

### Saints
- Benoît le More (1526-1589)
- Humble de Bisignano (1582-1637)
- Charles de Sezze (1613-1670)
- Pacifique de San Severino  (1653-1721)
- Léonard de Port-Maurice (1676-1751) prédicateur
- Ludovic de Casoria (1814-1885) fondateur des franciscaines Élisabethaines
- Antonin Fantosati (1842-1900) martyr de la révolte des Boxers, un des 120 Martyrs de Chine
- Céside Giacomantonio (1873-1900) martyr de la révolte des Boxers
- Joseph Marie Gambaro (1869-1900) martyr de la révolte des Boxers

### Bienheureux
- Bonaventure de Barcelone (1620-1684)
- Libérat Weiss (1675-1716) martyr en Abyssinie.
- Samuel Marzorati (it) (1670-1716) martyr en Abyssinie.
- Michel-Pie Fasoli (it) (1676-1716) martyr en Abyssinie.
- Léopold de Gaiche (1732-1815)
- Engelbert Kolland (de) (1827-1860) martyr à Damas.

## Source
- (es) Cet article est partiellement ou en totalité issu de l’article de Wikipédia en espagnol intitulé « Hermanos menores reformados de la estricta observancia » (voir la liste des auteurs).